# Administrativní dělení Hondurasu

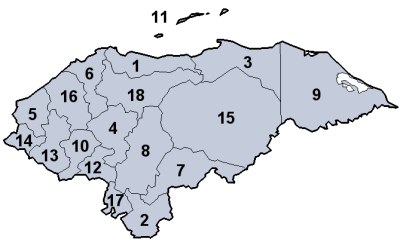
Departementy Hondurasu

Honduras je z mezinárodního hlediska unitární stát. Administrativně je rozčleněn do 18 departementů (španělský výraz je depatamento).
|    | Departement       | Hlavní město        | Rozloha (km²) | Obyvatelstvo (2010) | Obyvatelstvo (odhad 2020) |
| -- | ----------------- | ------------------- | ------------- | ------------------- | ------------------------- |
| 1  | Atlántida         | La Ceiba            | 4 251         | 407 551             | 486 200                   |
| 2  | Choluteca         | Choluteca           | 4 211         | 459 124             | 475 300                   |
| 3  | Colón             | Trujillo            | 8 875         | 293 540             | 345 400                   |
| 4  | Comayagua         | Comayagua           | 5 196         | 442 251             | 562 000                   |
| 5  | Copán             | Santa Rosa de Copán | 3 203         | 362 226             | 412 900                   |
| 6  | Cortés            | San Pedro Sula      | 3 954         | 1 570 291           | 1 785 400                 |
| 7  | El Paraíso        | Yuscarán            | 7 218         | 427 232             | 495 500                   |
| 8  | Francisco Morazán | Tegucigalpa         | 7 946         | 1 433 810           | 1 675 000                 |
| 9  | Gracias a Dios    | Puerto Lempira      | 16 630        | 88 314              | 104 300                   |
| 10 | Intibucá          | La Esperanza        | 3 072         | 232 509             | 265 000                   |
| 11 | Islas de la Bahía | Coxen Hole          | 261           | 49 158              | 74 900                    |
| 12 | La Paz            | La Paz              | 2 331         | 196 322             | 224 600                   |
| 13 | Lempira           | Gracias             | 4 290         | 315 565             | 363 900                   |
| 14 | Ocotepeque        | Ocotepeque          | 1 680         | 132 453             | 165 500                   |
| 15 | Olancho           | Juticalpa           | 24 351        | 509 564             | 578 900                   |
| 16 | Santa Bárbara     | Santa Bárbara       | 5 115         | 402 367             | 469 600                   |
| 17 | Valle             | Nacaome             | 1 565         | 171 613             | 189 700                   |
| 18 | Yoro              | Yoro                | 7 939         | 552 100             | 630 400                   |
|    | Honduras          |                     | 112 090       | 8 045 990           | 9 304 380                 |